# National Marine Aquarium

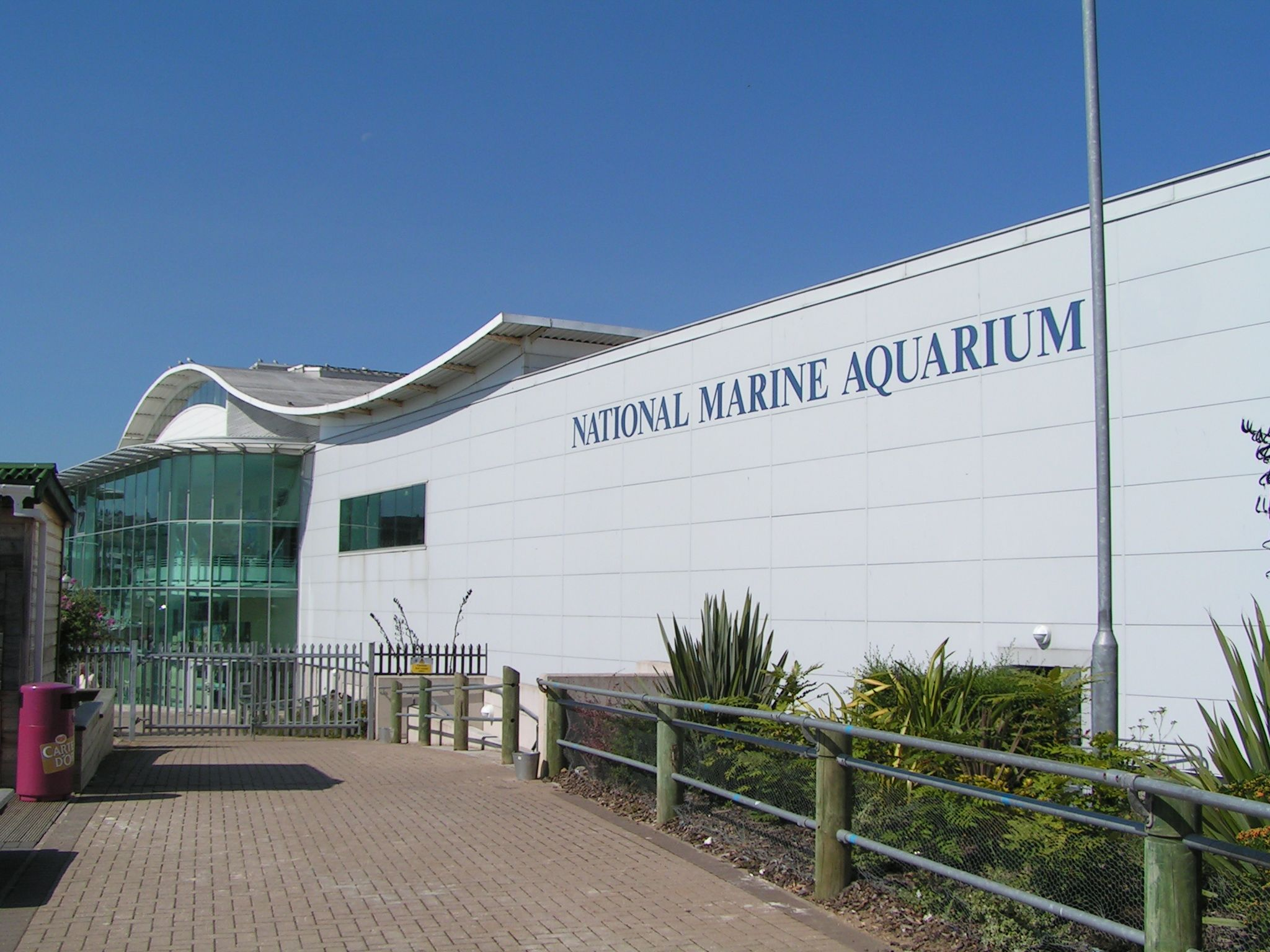
National Marine Aquarium

Das National Marine Aquarium in Plymouth ist Europas tiefstes und Großbritanniens größtes Aquarium.
Es befindet sich im Stadtteil Coxside direkt am Hafen und dem Fischmarkt. Das moderne Gebäude beherbergt mehrere große Aquarien, einen Vortragssaal, ein Café und einen Laden. Die Aquarien sind mit zentimeterdickem Acrylglas versehen. Das größte Becken hat eine Tiefe von zehn Metern und ist von verschiedenen Seiten einsehbar. In ihm schwimmen mehrere Haie und andere Fische. In zahlreichen kleineren Aquarien sind Seeigel, Seepferdchen und Korallenfische untergebracht.

## Bilder aus dem National Marine Aquarium

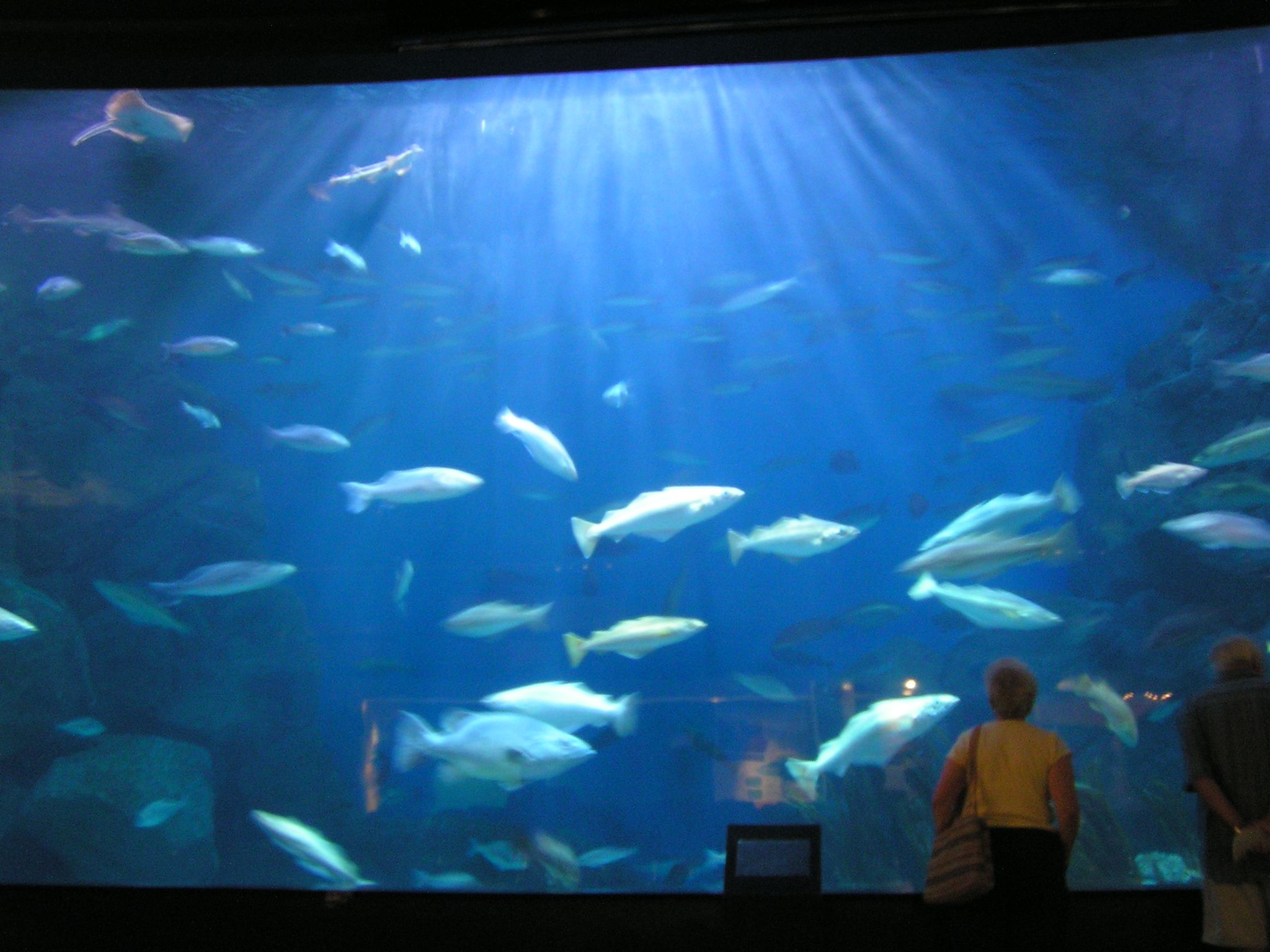
Das große Aquarium
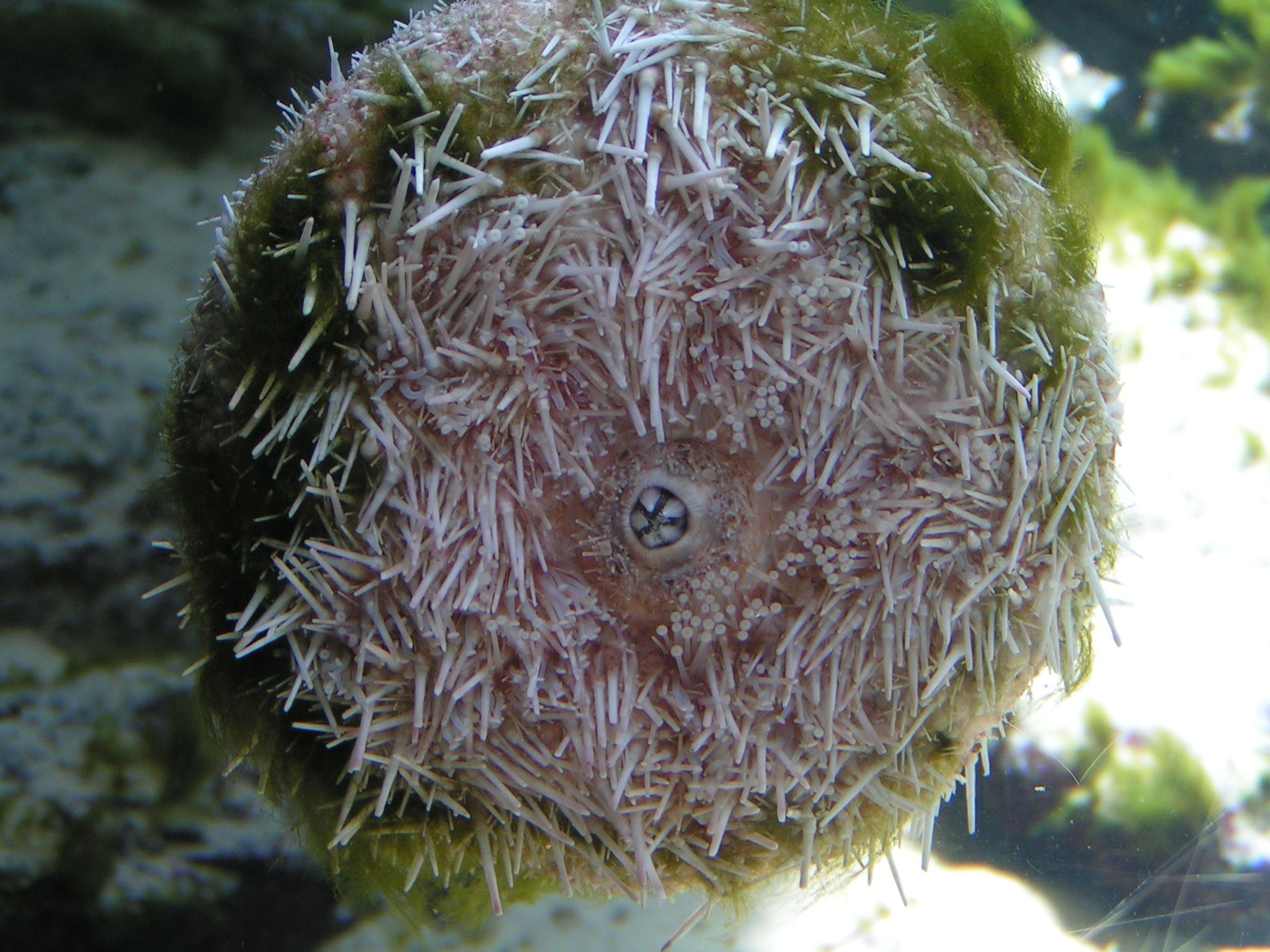
Seeigel
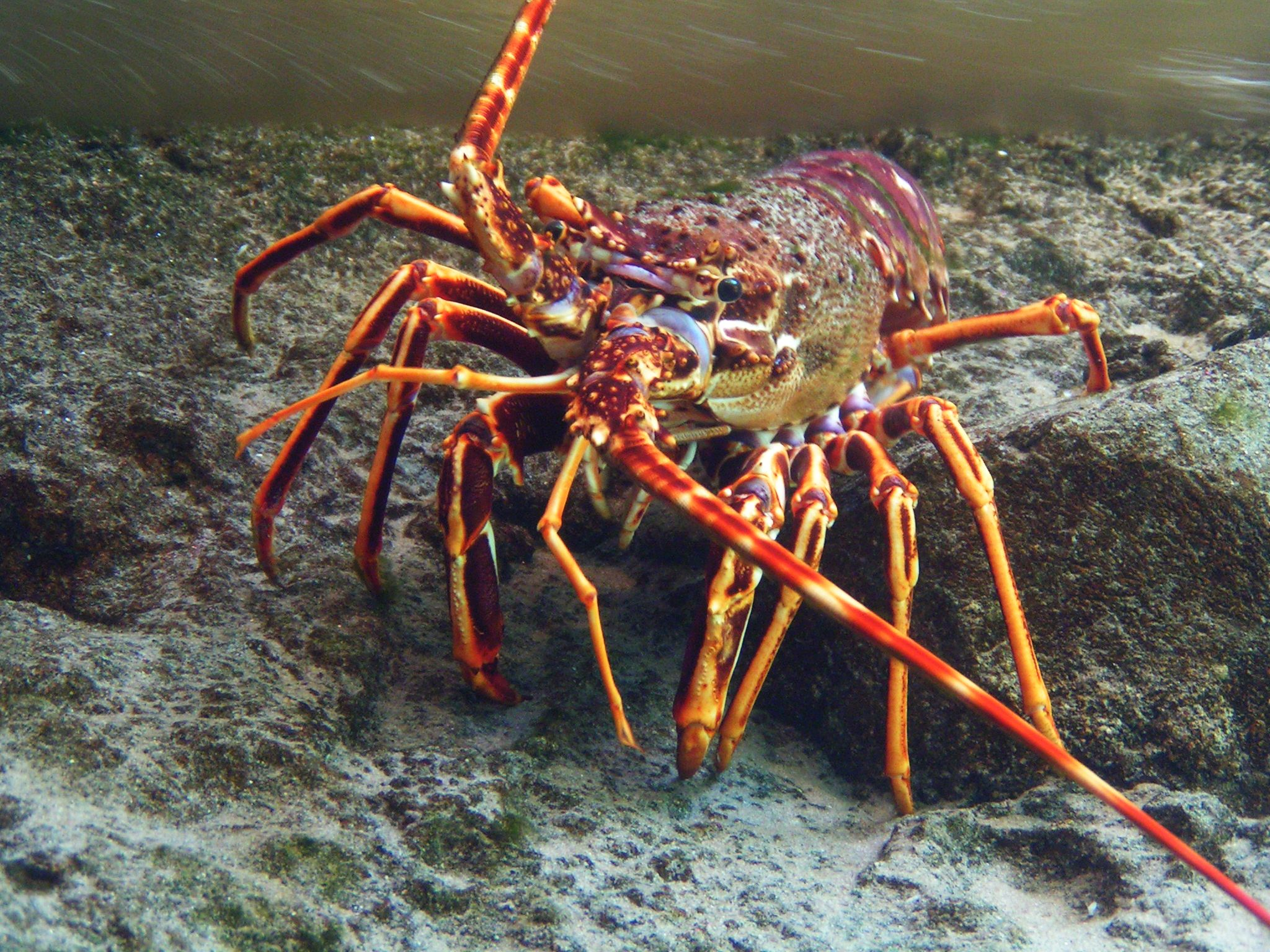
Languste
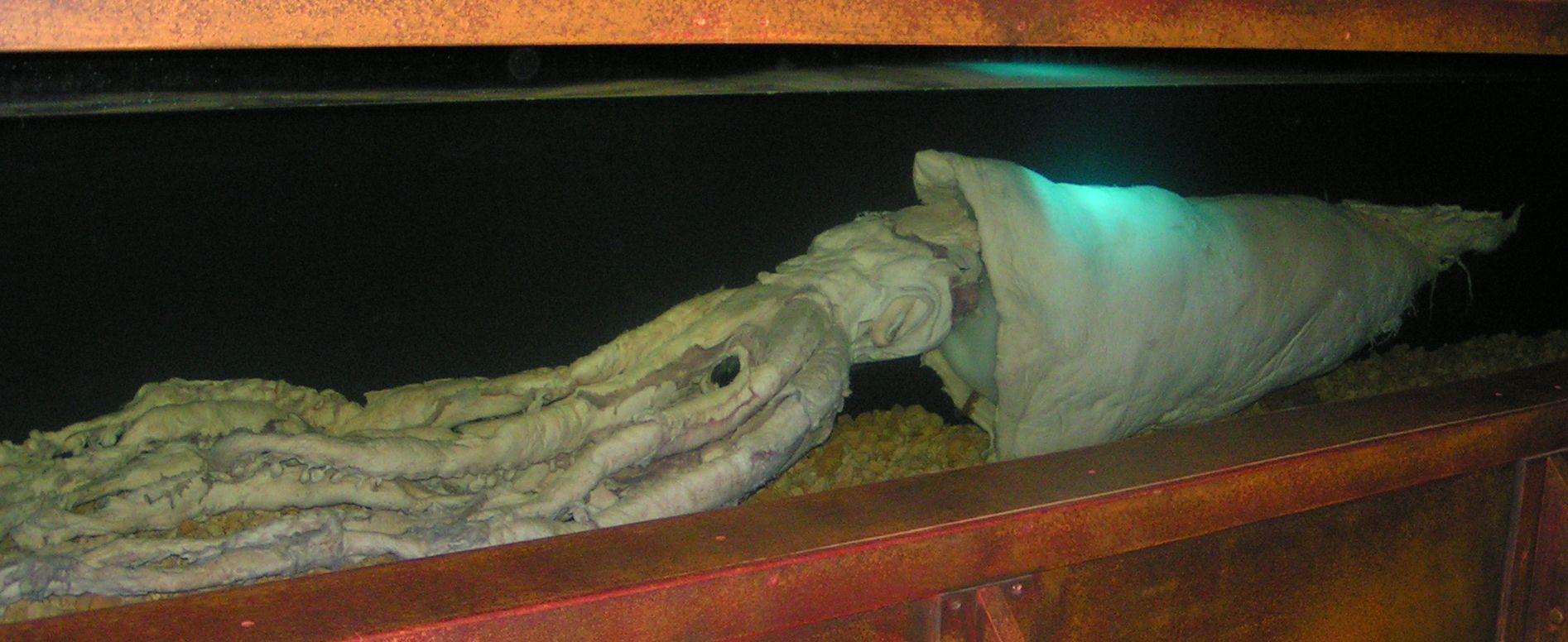
Riesenkalmar
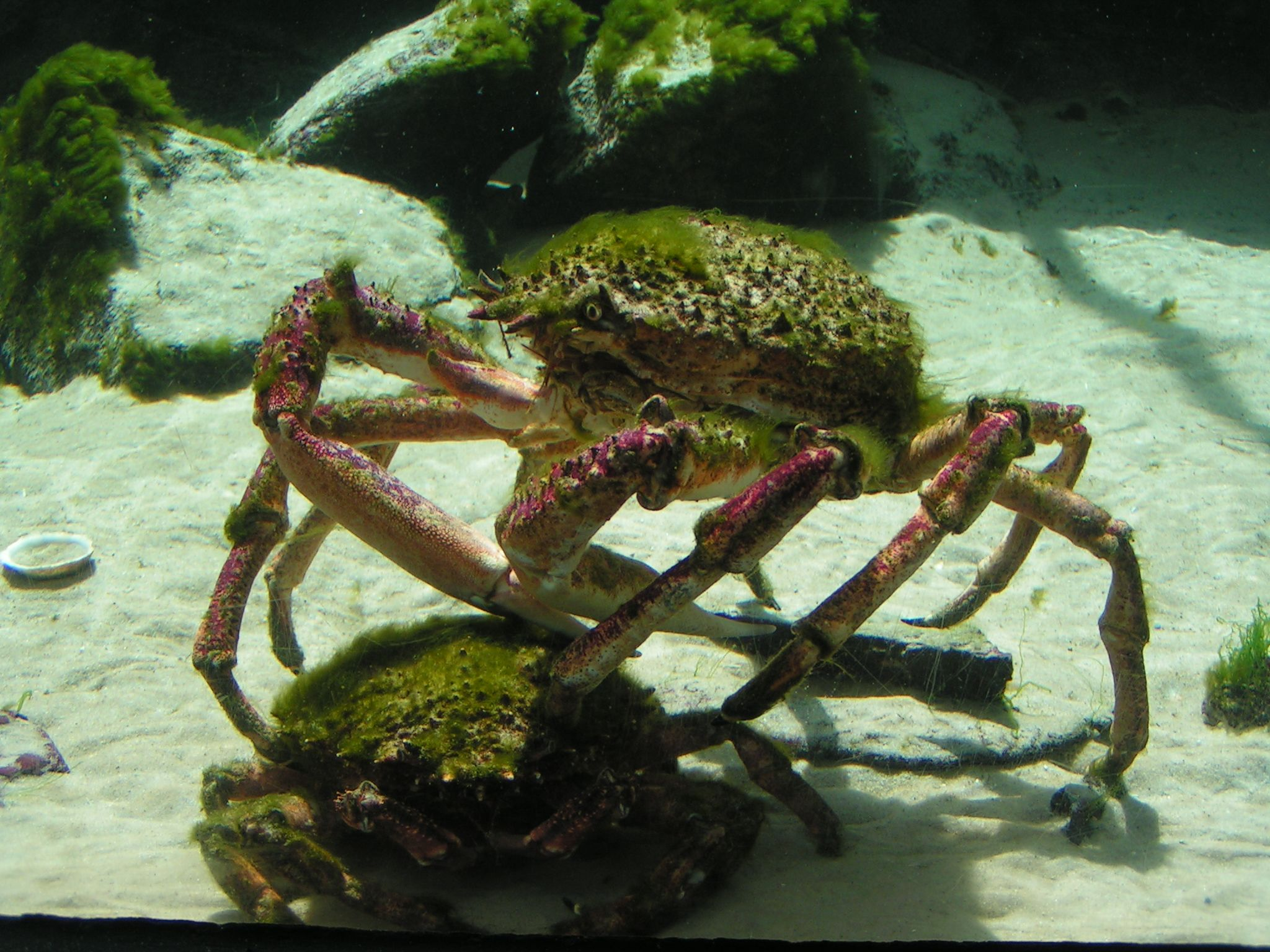
Krebstier
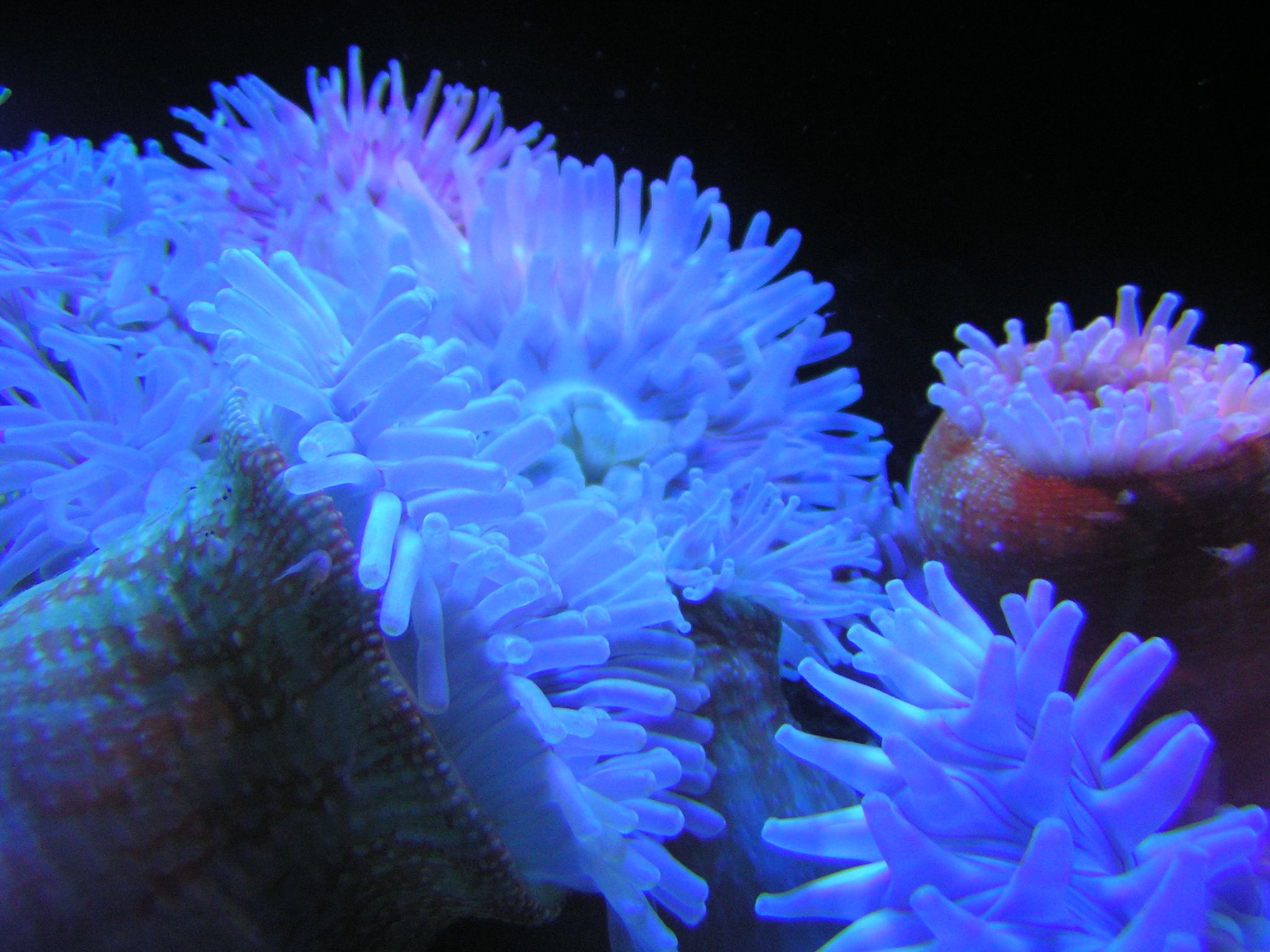
Seeanemonen
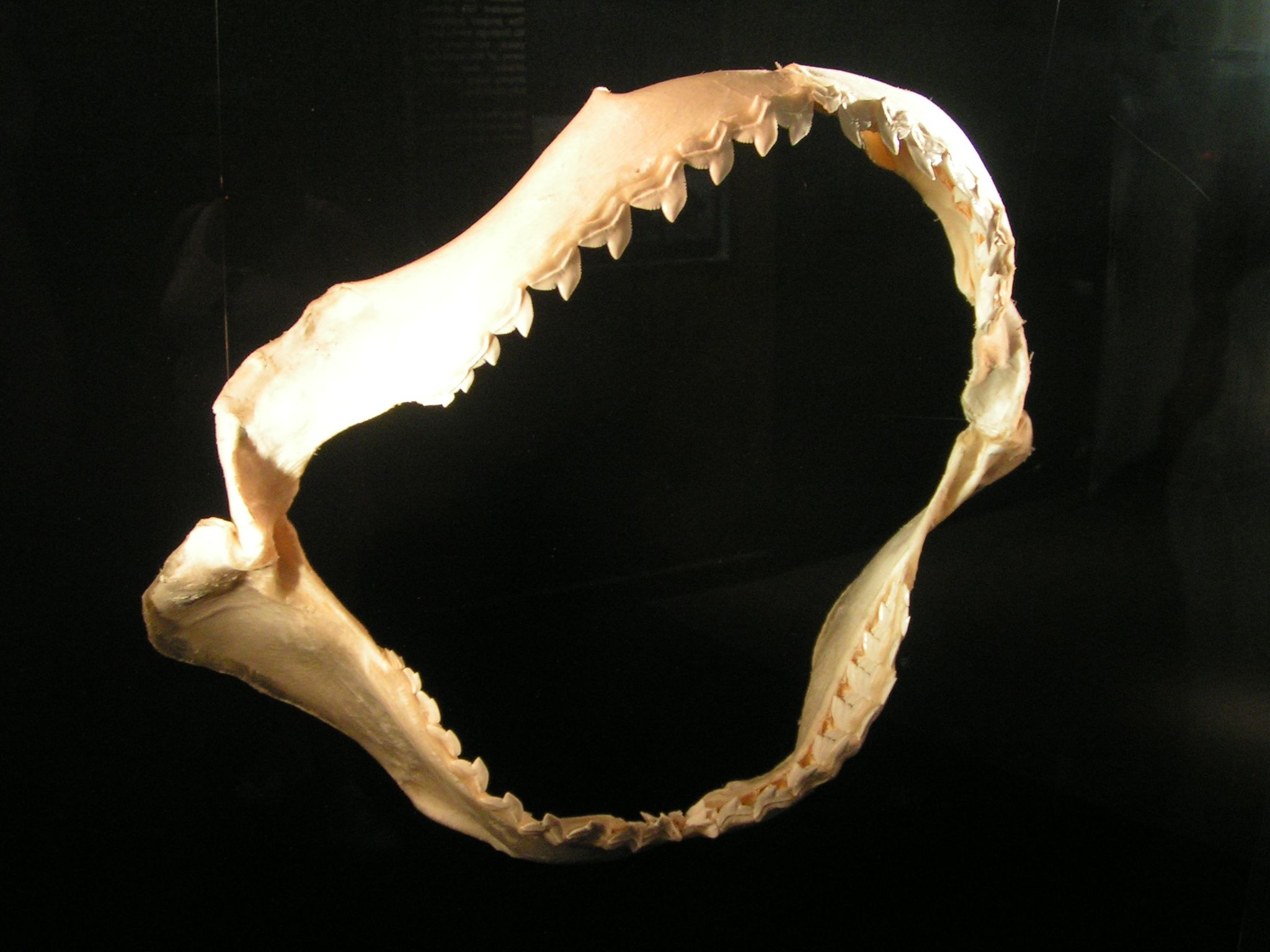
Gebiss eines Tigerhais
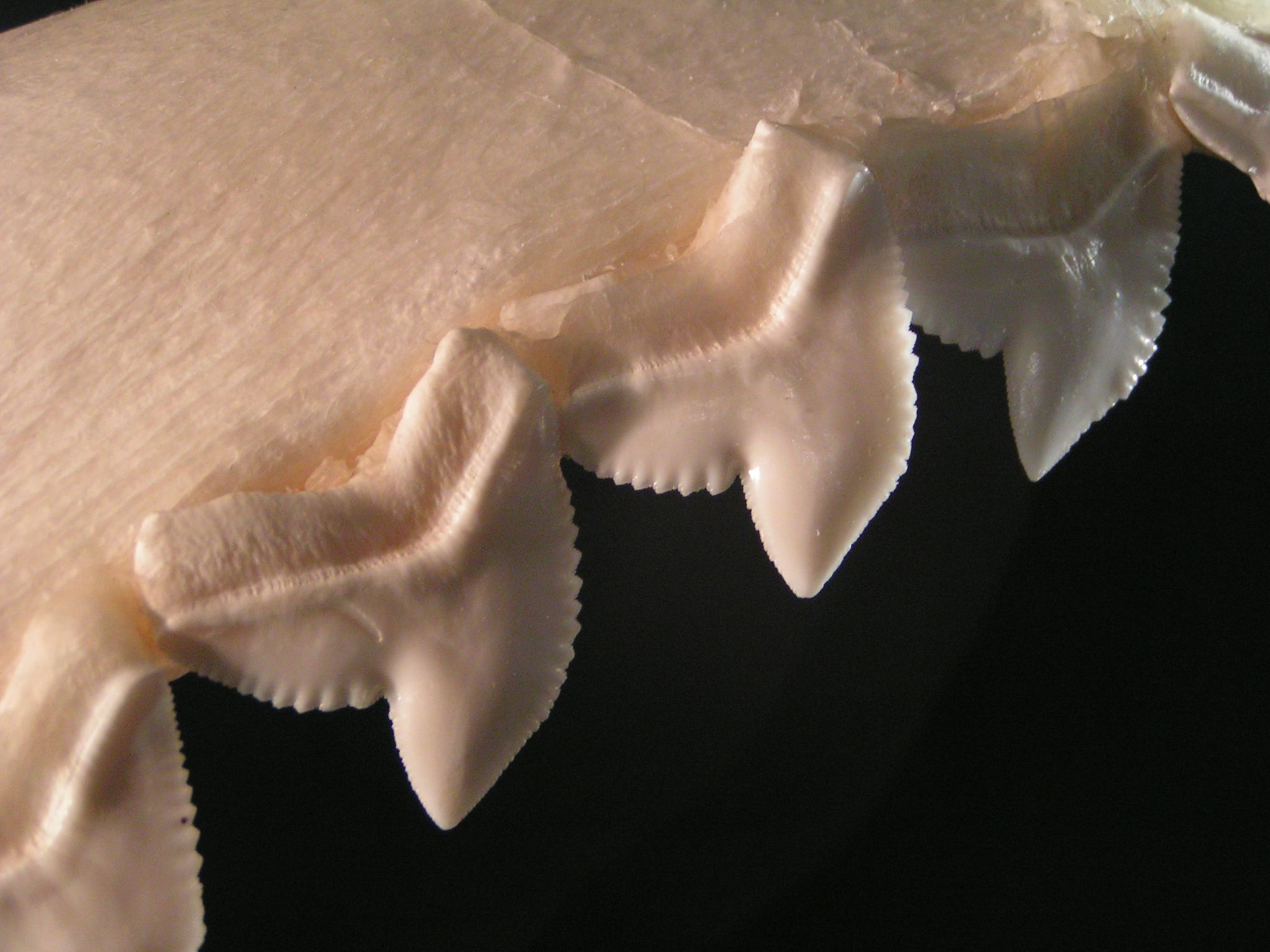
Gebiss eines Tigerhais
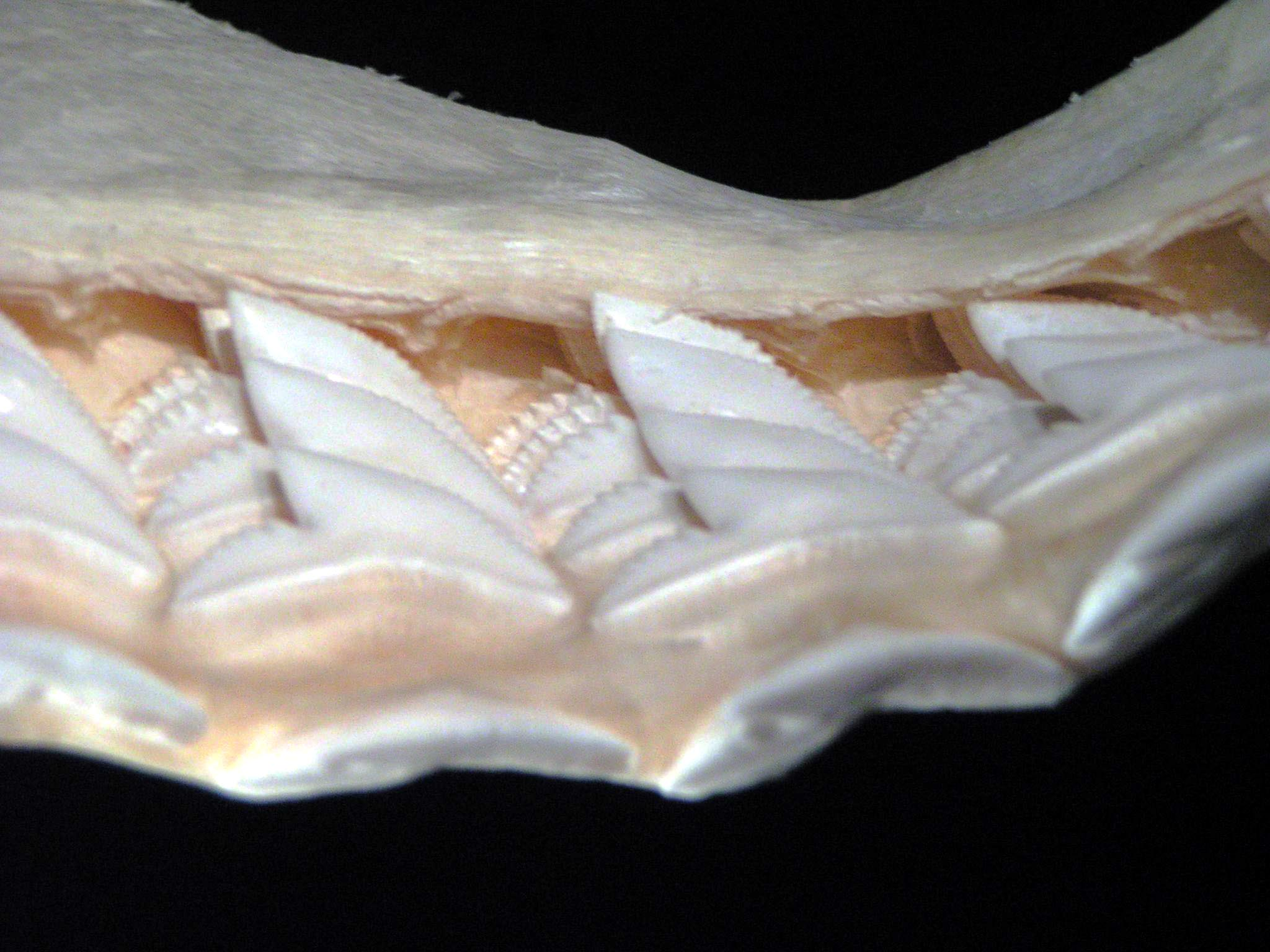
Gebiss eines Tigerhais